# Masakr utečeneckého konvoje v Grozném 1996
Masakr utečeneckého konvoje v Grozném 1996 byla vražda[zdroj?] asi sedmi neozbrojených čečenských civilistů 25. dubna 1996 při útoku ruských pozemních jednotek na konvoj uprchlíků prchajících před raketovými údery vrtulníků na čečenské město Šali.
Konvoj civilistů prchal z města Groznyj,[zdroj?] když se dostal pod palbu vrtulníků při ruské šestidenní blokádě města Šali, asi 45 kilometrů od Grozného.
Podobný masakr asi 40 neozbrojených čečenských civilistů byl zaznamenán v roce 1999 během druhé čečenské války.